# Empire Burlesque
| 전문가 평가                   | 전문가 평가 |
| 평가 점수                     | 평가 점수   |
| 출처                          | 점수        |
| ----------------------------- | ----------- |
| AllMusic                      | [ 3 ]       |
| Christgau's Record Guide      | B+          |
| Entertainment Weekly          | C+          |
| MusicHound Rock               | 2/5         |
| Rolling Stone                 | (favorable) |
| The Rolling Stone Album Guide | [ 8 ]       |

《Empire Burlesque》는 1985년 6월 10일, 컬럼비아 레코드에서 발매된 미국의 싱어송라이터 밥 딜런의 스물세 번째 스튜디오 음반이다. 자체 프로듀싱한 이 음반은 미국에서 33위, 영국에서는 11위로 정점을 찍었다.
톰 페티 앤 더 하트브레이커스, 마이크 캠벨, 벤몬트 텐치, 호위 엡스타인의 멤버를 포함한 다수의 세션 음악가들이 함께한 이 음반은 뚜렷한 "80년대 스타일"의 미학을 가지고 있다. 팬들과 비평가들은 특히 그의 1960년대와 1970년대 생산량과 비교했을 때 이 음반의 장점에 대해 계속해서 논쟁을 벌이고 있다.

## 녹음
딜런은 1984년 여름 유럽 투어에 착수하기 전에 말리부 자택에서 상당한 시간을 신곡을 녹음하는 데 보냈으며 때때로 다른 음악가들과 동행하기도 했다.
투어 리허설에서 딜런은 최소 3곡의 신곡을 시도했고, 투어 도중 가끔 가사를 다듬는 시간을 가졌다.
투어가 끝나자 딜런은 뉴욕으로 돌아와 다음 스튜디오 음반 작업을 시작했다. 클린턴 헤이린의 보도에 따르면 딜런은 "블록 예약 스튜디오 시간"과 "일단 집중된 기간에 녹음"이 아닌, 그의 표준이 된 것처럼 산발적인 세션에서 녹음을 했다. 그 결과는 1984년 7월부터 1985년 3월까지 딜런 음반 녹음을 위한 "전례가 없는" 시간이었다(《The Freewheelin' Bob Dylan》은 비슷한 기간 동안 녹음되었다).
딜런은 이 과정의 일상적인 성격에 적응하기 위해 직접 세션을 제작하는 것을 선택했다. 이전에 뉴 오더와 아프리카 밤바타에서 일했던 아서 베이커는 나중에 이 세션에 영입되었지만, 제작 작업의 상당 부분은 실제로 딜런의 것이 될 것이다.
그의 첫 번째 결정 중 하나는 안정된 음악가들의 사용을 포기하는 것이었다. 대신 딜런은 스튜디오 프로들의 다양한 조합으로 녹음을 했다. 1984년 7월 24일 인터갤럭틱 스튜디오에서 알 그린의 밴드와의 중단된 세션이 열렸다. 7월 26일 델타 사운드 스튜디오에서 로니 우드(전 페이시스, 그리고 현재 롤링 스톤스와의 세션), 안톤 피그(데이비드 레터먼의 집 밴드의 드러머로 가장 잘 알려져 있다), 그리고 존 패리스와의 세션이 열렸다.
델타 세션은 〈Driftin' Too Far from Shore〉와 〈Clean Cut Kid〉라는 두 개의 주목할 만한 트랙을 프로듀싱했다. 전자는 제쳐졌고 딜런이 다음 음반인 《Knock Out Loaded》를 녹음한 1986년에야 완성될 것이다. 후자는 원래 1983년 《Infidels》 세션 동안 녹음되었지만 지금까지 완성되지 않았다.

## 곡 목록
모든 곡들은 밥 딜런에 의해 작사/작곡하였다.
| #  | 제목                                                        | 재생 시간 |
| -- | ----------------------------------------------------------- | --------- |
| 1. | 〈Tight Connection to My Heart (Has Anybody Seen My Love)〉 | 5:22      |
| 2. | 〈Seeing the Real You at Last〉                             | 4:21      |
| 3. | 〈I'll Remember You〉                                       | 4:14      |
| 4. | 〈Clean Cut Kid〉                                           | 4:17      |
| 5. | 〈Never Gonna Be the Same Again〉                           | 3:11      |

| #  | 제목                                          | 재생 시간 |
| -- | --------------------------------------------- | --------- |
| 1. | 〈Trust Yourself〉                            | 3:29      |
| 2. | 〈Emotionally Yours〉                         | 4:30      |
| 3. | 〈When the Night Comes Falling from the Sky〉 | 7:30      |
| 4. | 〈Something's Burning, Baby〉                 | 4:54      |
| 5. | 〈Dark Eyes〉                                 | 5:07      |

## 인증
| 국가                       | 인증     | 판매량/출하량 |
| -------------------------- | -------- | ------------- |
| 캐나다 (뮤직 캐나다)       | 골드     | 50,000^       |
| 뉴질랜드 (RMNZ)            | 플래티넘 | 15,000^       |
| ^출하량을 기반으로 한 인증 |          |               |